# Чиконтепек
Чиконтепек — супергигантское нефтегазовое месторождение в Мексике, находящееся на восточном побережье Мексики. Открыто в 1926 году. Чиконтепекское месторождение содержит нефть в линзовидных пластах песчаников эоценового возраста мощностью 2 км. Эоцен выполняет эрозионную впадину длиной 120 км и шириной 15—25 км, выработанную в палеоценовых, меловых и юрских преимущественно карбонатных отложениях.
Площадь Чиконтепека 4 тыс. км². Как уточняет Pemex, нефть расположена не в одном крупном месторождении, а во множестве мелких, и для её добычи планируется пробурить более 17 тысяч скважин при суточном дебите их 7—8 т — по тысяче скважин в год.
Общие геологические запасы нефти оцениваются в 18,6 млрд т, природного газа — 1,1 трлн м³. Запасы нефти подтвердила международная геологическая компания De Goyler & McNaughton.